# الكلا
مركز الكلا هو مركزٌ إداري تابعٌ لمحافظة القويعية في منطقة الرياض ، ويصنف من فئة (ب) ورمزها 1226.